# Craterul Haviland
Craterul Haviland, sau Craterul Brenham (după numele meteoritului care a căzut), este un crater de impact meteoritic în Kiowa County, Kansas.

## Date generale
Craterul oval este de aproximativ 15 metri în diametru, făcându-l unul dintre cele mai mici cratere de impact din lume. Vârsta sa este estimată la mai puțin de 1.000 de ani. Acesta a fost explorat cu un radar care penetrează solul.

## Meteoritul
Peste 7.000 de kilograme de meteoriți au fost recuperate din căderea meteoritului Brenham.